# Chathamisis
Chathamisis är ett släkte av koralldjur. Chathamisis ingår i familjen Isididae.
Kladogram enligt Catalogue of Life:
| Chathamisis | \| \| Chathamisis bayeri \| \| \| \| \| \| Chathamisis ramosa \| \| \| \| |
|             | \| \| Chathamisis bayeri \| \| \| \| \| \| Chathamisis ramosa \| \| \| \| |
|             | Chathamisis bayeri                                                        |
|             |                                                                           |
|             | Chathamisis ramosa                                                        |
|             |                                                                           |